# Lijst van Nederlandse metro- en sneltramlijnen
Dit is een lijst van Nederlandse metro- en sneltramlijnen. Binnen het Koninkrijk der Nederlanden rijdt daarnaast ook een tram in Oranjestad op Aruba.

## Amsterdam
- Metrolijn  Ringlijn
Isolatorweg – Station Zuid – Gein
Geopend op 1 juni 1997.
- Metro/sneltramlijn  Metro/sneltramlijn 51
Centraal Station – Station Zuid – Amstelveen Westwijk
Geopend op 1 december 1990 op het traject Centraal Station – Station Zuid  – Amstelveen Poortwachter. Verlengd naar Amstelveen Westwijk 13 september 2004. Opgeheven op 3 maart 2019 tussen Station Zuid en Amstelveen Westwijk.
- Metrolijn  Metrolijn 51
Centraal Station – Station Zuid –  Isolatorweg
Geopend op 3 maart 2019 ter vervanging van metro/sneltramlijn 51.
- Metrolijn  Noord-Zuidlijn
Noord – Centraal Station – Station Zuid
Geopend op 22 juli 2018.
- Metrolijn  Gaasperplaslijn
Centraal Station – Gaasperplas
Geopend op 14 oktober 1977 op het traject Weesperplein – Gaasperplas. Verlengd naar Centraal Station op 11 oktober 1980.
- Metrolijn  Geinlijn
Centraal Station – Gein
Geopend op 14 oktober 1977 op het traject Weesperplein – Holendrecht. Verlengd naar Centraal Station op 11 oktober 1980 en naar Gein op 27 augustus 1982.

## Rotterdam
- Metro/Sneltramlijn  (1982-1997: Oost-Westlijn; 1997-2009: Calandlijn)
Binnenhof – Vlaardingen West
Geopend op 6 mei 1982 op het traject Capelsebrug – Coolhaven. Verlengd naar Binnenhof op 27 mei 1983, naar Marconiplein op 25 april 1986, naar Schiedam Centrum op 4 november 2002 en naar Vlaardingen West op 4 november 2019.
- Metro/Sneltramlijn  (1982-1997: Oost-Westlijn; 1997-2009: Calandlijn)
Nesselande – Hoek van Holland Strand
Geopend op 6 mei 1982 op het traject Capelsebrug – Coolhaven. Verlengd naar De Tochten op 24 april 1984, naar Marconiplein op 25 april 1986, naar Schiedam Centrum op 4 november 2002, naar Nesselande op 29 augustus 2005, naar Hoek van Holland Haven op 30 september 2019 en op 31 maart 2023 naar Hoek van Holland Strand.
- Metrolijn  (1982-1997: Oost-Westlijn; 1997-2009: Calandlijn)
De Terp – De Akkers
Geopend op 6 mei 1982 op het traject Capelsebrug – Coolhaven. Verlengd naar De Terp op 29 mei 1994 en naar De Akkers op 4 november 2002.
- Metrolijn  (1968-1997: Noord-Zuidlijn; 1997-2009: Erasmuslijn)
Rotterdam Centraal – De Akkers
Geopend 9 februari 1968 op het traject Rotterdam Centraal – Zuidplein. Verlengd naar Slinge op 25 november 1970, naar Zalmplaat op 25 oktober 1974 en naar De Akkers op 25 april 1985.
- RandstadRail Metrolijn  (1908-2006: Hofpleinlijn; 2006-2009: RandstadRail Erasmuslijn)
Den Haag Centraal – Slinge
Geopend in 2006-2007, als vervanging van de opgeheven Hofpleinlijn. Verlengd via het Statenwegtracé naar Rotterdam Centraal op 17 augustus 2010 en naar Slinge op 11 december 2011.

## Den Haag – Zoetermeer/Rotterdam
- RandstadRail  3  (1977-2006: Zoetermeer Stadslijn)
Loosduinen – Den Haag Centraal – Leidschendam-Voorburg – Leidschenveen – Zoetermeer (linksom) – Voorweg Laag – Centrum-West – Seghwaert – Voorweg Hoog – Centrum-West
Geopend in 2007, gedeeltelijk als vervanging van de opgeheven Zoetermeer Stadslijn.
- RandstadRail  4  (1977-2006: Zoetermeer Stadslijn)
De Uithof – Den Haag Centraal – Leidschendam-Voorburg – Leidschenveen – Zoetermeer – Voorweg Laag – Centrum-West – Seghwaert – Lansingerland-Zoetermeer
Geopend in 2006-2007, gedeeltelijk als vervanging van de opgeheven Zoetermeer Stadslijn. In 2006 is het deel richting Javalaan gebouwd. Op 19 mei 2019 verlengd naar station Lansingerland-Zoetermeer.
- RandstadRail  34 
De Savornin Lohmanplein – Den Haag Centraal – Leidschendam-Voorburg – Leidschenveen – Zoetermeer – Voorweg Laag – Centrum-West – Seghwaert – Lansingerland-Zoetermeer
Geopend op 23 juli 2020, als spitsversterking van lijnen 3 en 4.
- RandstadRail Sneltramlijn  E  (1908-2006: Hofpleinlijn; 2006-2009: RandstadRail Erasmuslijn)
Den Haag Centraal – Leidschendam-Voorburg – Leidschenveen – Nootdorp – Pijnacker – Berkel – Rodenrijs – Meijersplein/Airport – Melanchthonweg – Blijdorp – Rotterdam Centraal – Stadhuis – Beurs – Leuvehaven – Wilhelminaplein – Rijnhaven – Maashaven – Zuidplein – Slinge
Geopend in 2006-2007, als vervanging van de opgeheven Hofpleinlijn. Verlengd via het Statenwegtracé naar Rotterdam Centraal op 17 augustus 2010 en naar Slinge op 11 december 2011.

## Utrecht
- Nieuwegeinlijn  20 
Sneltramlijn Utrecht – Nieuwegein
Geopend op 17 december 1983 op het traject Moreelsepark – Nieuwegein-Zuid. Verlengd naar Utrecht P+R Science Park op 2 juli 2022.
- IJsselsteinlijn  21 
Sneltramlijn Utrecht – IJsselstein
Geopend op 17 december 1983 op het traject Moreelsepark – Nieuwegein Doorslag. Verlengd naar IJsselstein Achterveld op 14 december 1985, naar IJsselstein-Zuid op 2 juli 2000 en naar Utrecht P+R Science Park op 9 juli 2022.
- Uithoflijn  22 
Sneltramlijn Centraal Station – P+R Science Park
Geopend op 14 december 2019.

## Niet gerealiseerde plannen

### Gouda – Alphen aan den Rijn (– Leiden – Katwijk/Noordwijk)
- RijnGouwelijn
Sneltramlijn Gouda – Alphen aan den Rijn (– Leiden – Katwijk/Noordwijk)
Bestaande spoorlijn, exploitatie met elektrische sneltrams van 2003 tot 2009 tussen Gouda en Alphen aan den Rijn. Het plan RijnGouwelijn is in 2009 definitief niet doorgegaan, sinds 11 december 2016 is het traject Gouda – Alphen aan den Rijn onderdeel van R-net.

### Zwolle – Kampen
- Kamperlijntje
Sneltramlijn Zwolle – Kampen
Bestaande spoorlijn, er waren plannen tot verbouwing tot elektrische sneltram in 2014. Deze zijn definitief niet doorgegaan. De lijn is in 2017 van bovenleiding voorzien voor elektrische treinen.